# Supka Attila
Supka Attila (Hatvan, 1962. szeptember 19. –) labdarúgó, edző. A Debreceni VSC csapatával két bajnoki címet, a Budapest Honvéd FC csapatával pedig kupát nyert. A kétezres évek egyik legsikeresebb magyar labdarúgó-edzője.
Supka Attila eredményei mellett számos, a magyar sportsajtóban is jelentős visszhangot kapó vita részese is volt.

## Pályafutása

### Játékosként
Fiatal játékosként nagy tehetségnek tartották, a bajnoki címvédő Honvédban is bemutatkozhatott 1981-ben, egy Győr elleni mérkőzésen Pandur cseréjeként. 1981 nyarán Ceglédre, a Bem József SE csapatához került.  Ezután több csapatban is megfordult, de sehol nem tudott meghatározó játékossá válni. 1984-ben az Újpest ausztriai túrájáról nem tért haza, emiatt kettészakadt a pályafutása. Az NB I-ben összesen 106 mérkőzésen játszott és három gólt szerzett, az NB II-ben a Szarvas csapatában játszott két évig.

### Edzőként
Játékospályafutása után a Sport International játékosügynökség magyarországi képviselőjeként és alsóbb osztályú felnőtt csapatoknál dolgozott és Ausztriában edzősködött. Vezetőedzőként első elsőosztályú csapata a Előre FC Békéscsaba volt 2003 tavasza és 2004 közt, Garamvölgyi Lajost váltva.
Ezután rövid ideig Ausztriában dolgozott, mint utánpótlás-szakágvezető a Kismarton csapatánál. 2004 novemberében Szentes Lázártól átvette a DVSC irányítását, amelyet bajnoki címig vezetett. A Bajnokok Ligája selejtezőjében a Hajduk Split együttesét kiverése után (Debrecenben 3-0-ra, Splitben 5-0-ra nyertek), a Manchester United ellen búcsúztak két 3-0-s vereséggel. Az UEFA-kupában az ukrán Sahtar Doneck várt rájuk, és kettős vereséggel, 6-1-es összesítéssel búcsúztak.
2005 májusában a bajnoki cím megnyerése után újabb három évvel hosszabbította meg szerződését. Azonban ezt az időt már töltötte ki, két bajnoki cím után 2006 nyarán lemondott. Ennek fő oka, hogy a BL selejtezőjében kiestek a macedón Rabotnicski ellenében: hazai pályán 1-1-et játszottak, Szkopjéban pedig 4-1-es vereséget szenvedtek.

### A Budapest Honvédnál
Ezután 2006 októberétől a Budapest Honvéd FC-nél vállalt munkát, Aldo Dolcetti utódjaként.
Supkával 2007 tavaszán a bajnokságban jól szerepelt a Honvéd, különösen emlékezetes maradhat a stadionavató mérkőzésen a Vác ellen aratott 6-1-es győzelem. Supkával a Magyar Kupa döntőjében büntetőkkel nyert a Honvéd a DVSC ellen, így a csapat kilépett a nemzetközi porondra is. A moldáv Nistru Otaci ellen léptek pályára először a párharc mindkét mérkőzése 1-1-es döntetlennel zárult, végül büntetőkkel jutottak tovább. A következő körben az akkor többek között Rafael van der Vaarttal és Vincent Kompany-val felálló HSV Hamburg ellen mérkőzhetett a Honvéd. A hazai pályán elért 0-0-s döntetlen sikernek számított, idegenben azonban 4-0-ra kapott ki csapata.
2008. május 20-án a Vasas ellen 1-0-ra elvesztett bajnoki mérkőzés után lemondott a Honvéd vezetőedzői posztjáról, ideiglenesen az idény végéig Vass László pályaedzőt nevezték ki a helyére. Vele a csapat végül csak a 8. helyen végzett a bajnokságban és bejutott a Magyar Kupa döntőjébe, ahol mindkét mérkőzésen kikapott a DVSC-től.
Ő volt az edzője a Honvéd Champions néven kiálló, egykori kispesti sztárokból álló csapatnak a Brazil Masters '94 elleni gálamérkőzésen.
2008 júniusában 2 éves szerződést kötött a ZTE vezetőivel, amelyet 2008. október 9-én közös megegyezéssel felbontottak.
Ezt követően Cipruson vállalt munkát, ahol a Néa Szalamína vezetőedzői székét vette át a 2009–2010-es szezonban.

### Újra a Budapest Honvédnál
2011. január 1-től ismét a Budapest Honvéd FC vezetőedzője.
A 2011–2012-es nb1-es labdarúgó bajnokság őszi szakaszában jól szerepelt Supka Attila együttese, a téli pihenő előtt a 4. helyen állt, a második legtöbb lőtt góllal. A téli időszakban a csapatból több meghatározó játékos is távozott, ennek ellenére a gárda jól kezdett. Az FTC elleni idegenbeli rangadót követően felmelegedni látszott a 2007-ben elmérgesedett viszony a Honvéd szurkolói és Supka Attila között: a szurkolók nagy része Supkát éltette.

### Pécsi Mecsek FC
2012. június 1-jén három évre szóló vezetőedzői szerződést írt alá a mecsekaljaiakkal. Az őszi szezon alatti gyenge szereplést követően (14. hely) közös megegyezéssel eredetileg távozott Pécsről, de december 7-én Matyi Dezső tulajdonos bejelentette, hogy Supka mégis marad a klub vezetőedzője, de szakmai igazgatót kap felettesként. Egy napra rá Supka és menedzsere bejelentették, hogy nem fogadják el az ajánlatot. Bár Supka hivatalosan a PMFC-vel szerződésben fog állni, de a munkavégzés alól felmentették.

### Sopron
2013 júliusában kinevezték a Soproni VSE szakmai igazgatójának, 2016 júniusig kötött szerződést a soproni klubbal. Szerződését  2016 márciusában egy évvel meghosszabbították.

### Szeged
2017. június 9-én a Szeged 2011 edzője lett,majd ezen a télen távozott is a klubtól.

### Haladás
2019 nyarától október végéig a másodosztályba kiesett Szombathelyi Haladás vezetőedzője volt. Irányításával a csapat 13 fordulót követően a kieső 18. helyen állt, mindössze két győzelmet szerezve, így Supka távozott a csapat éléről.

### Kisvárda
2020. július 8-án a Kisvárda vezetőedzője lett. A 2020–2021-es szezonban a Kisvárda történetének legjobb élvonalbeli szereplését produkálva 5. helyen végzett csapatával az NB I-ben, a Magyar Kupában pedig az elődöntőben estek ki a később a kupát megnyerő Újpest ellen, ennek ellenére szerződését nem hosszabbította meg a klub vezetése.

### Mezőkövesd
2021. október 6-án a Mezőkövesd Zsóry élére nevezték ki a távozó Pintér Attila utódjául.

## Sikerei, díjai

### Edzőként
- Debreceni VSC: 
  - bajnok: 2005, 2006
  - szuperkupa győztes: 2005, 2006
- Budapest Honvéd FC
  - Magyar Kupa győztes: 2007
  - Év edzője 2007. /szakmai/
  - Magyar Kupa döntő 2019.